# 碳鏈骨架
碳链骨架是指在有机物中，由两个及以上的碳原子相连所构成的链状结构。而由于其他基团或原子都需要连接这些碳原子上，所以把这种链状结构形象地比喻为“骨架”。
一般来说，碳链骨架更容易在有机物的结构式中看出。